# Punta Costabruna
La punta Costabruna (2.406 m s.l.m.) è una montagna delle Alpi del Monginevro nelle Alpi Cozie. Si trova in Piemonte (città metropolitana di Torino).

## Caratteristiche

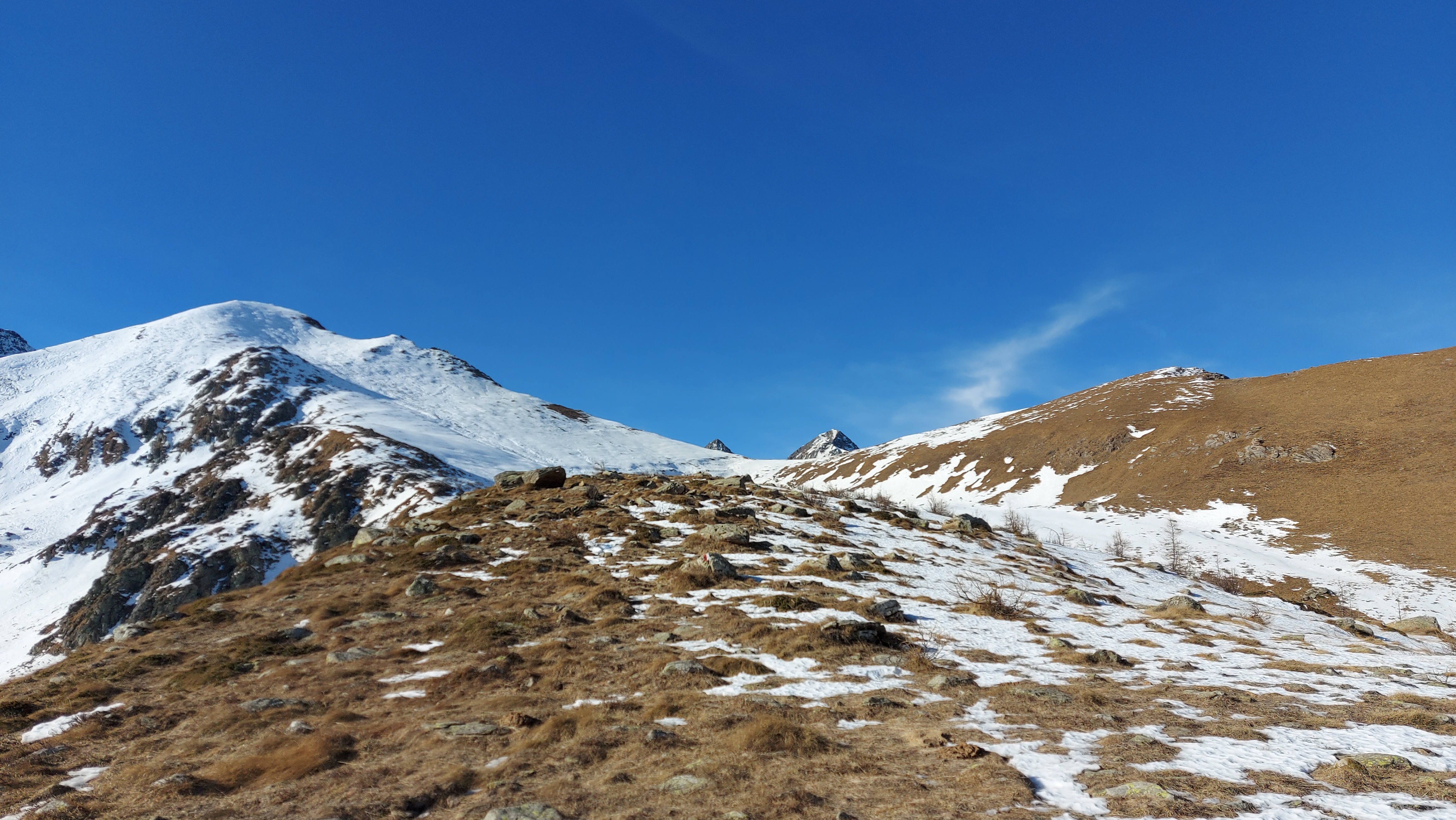
La montagna (a sinistra) vista dalla Val Sangone

La montagna è collocata lungo lo spartiacque tra la Val di Susa e la Val Sangone a nor-est del monte Rocciavrè, alla testata della valle del Sangonetto (Val Sangone). A sud il Colle delle Vallette la separa dal monte Pian Real mentre a nord il Colle del Vento la divide dal monte Muretto..

## Salita alla vetta
La montagna viene raggiunta in genere, per ripidi pendii erbosi, o dal Colle del Vento o dal sentiero di collegamento tra quest'ultimo e il Colle delle Vallette; la salita è valutata di difficoltà EE.

## Protezione della natura
La punta Costabruna si trova all'interno del parco naturale Orsiera-Rocciavrè.